# Rhynchospora hookeri
Rhynchospora hookeri är en halvgräsart som beskrevs av Johann Otto Boeckeler. Rhynchospora hookeri ingår i släktet småag, och familjen halvgräs. Inga underarter finns listade i Catalogue of Life.